# Atlantic City Boardwalk Bullies
Die Atlantic City Boardwalk Bullies waren eine US-amerikanische Eishockeymannschaft aus Atlantic City, New Jersey. Das Team spielte von 2001 bis 2005 in der ECHL.

## Geschichte
Die Birmingham Bulls aus der East Coast Hockey League wurden 2001 nach Atlantic City im Bundesstaat New Jersey umgesiedelt und in Atlantic City Boardwalk Bullies umbenannt. Als Heimspielstätte diente den Boardwalk Bullies während der vier Jahre ihres Bestehens durchgehend die 1929 erbaute historische Boardwalk Hall, die 10.500 Zuschauern bei Eishockeyspielen Platz bietet. Ihre erfolgreichste Spielzeit absolvierte die Mannschaft in der Saison 2002/03, in der sie zunächst die reguläre Saison auf dem ersten Platz der Northeast Division abschlossen, ehe sie in den Playoffs nach Siegen über die Trenton Titans, Greensboro Generals und Cincinnati Cyclones im Finale um den Kelly Cup Columbia Inferno in der Best-of-Seven-Serie mit 4:1 Siegen schlugen. 
Trotz des sportlichen Erfolges – die Boardwalk Bullies erreichten in jeder Spielzeit die Playoffs – gerieten sie aufgrund des mangelnden Zuschauerinteresses in finanzielle Schwierigkeiten, da selbst während der Meisterschafts-Saison nur ein Zuschauerschnitt von knapp über 3.000 erzielt werden konnte. Deshalb entschieden sich die Franchise-Besitzer dieses im Anschluss an die Saison 2004/05 nach Stockton im Bundesstaat Kalifornien umzusiedeln, wo es in der Folge unter dem Stockton Thunder am Spielbetrieb der ECHL teilnahm.

## Saisonstatistik
Abkürzungen: GP = Spiele, W = Siege, L = Niederlagen, T = Unentschieden, OTL = Niederlagen nach Overtime SOL = Niederlagen nach Shootout, Pts = Punkte, GF = Erzielte Tore, GA = Gegentore, PIM = Strafminuten
| Saison  | GP | W  | L  | T  | OTL | SOL | Pts | GF  | GA  | Platz         | Playoffs                        |
| 2001/02 | 72 | 42 | 22 | 8  | —   | —   | 92  | 233 | 209 | 3., Northeast | Niederlage in der vierten Runde |
| 2002/03 | 72 | 41 | 19 | 12 | —   | —   | 94  | 268 | 224 | 1., Northeast | Kelly Cup                       |
| 2003/04 | 72 | 47 | 19 | 6  | —   | —   | 100 | 242 | 159 | 2., Northern  | Niederlage in der ersten Runde  |
| 2004/05 | 72 | 42 | 22 | 8  | —   | —   | 92  | 205 | 189 | 3., North     | Niederlage in der ersten Runde  |

## Team-Rekorde

### Karriererekorde
Spiele: 257  Ian Walterson
Tore: 80  Luke Curtin
Assists: 155  Luke Curtin
Punkte: 235   Luke Curtin
Strafminuten: 534  Stefan Rivard

## Bekannte Spieler
- Derek Hahn
- Matt Hubbauer
- Geoff Platt
- Pierre-Luc Sleigher
- Matthew Yeats